# جيان فورنير
جيان فورنير (23 مايو 1935 تولون فرنسا - ) هو لاعب كرة قدم فرنسي يلعب كمدافع.